# Ломыгино
Ломыгино — деревня в Новосокольническом районе Псковской области России. Входит в состав Пригородной волости.

## География
Расположена на северном побережье озера Асцо, в 11 км к юго-западу от города Новосокольники и в 2 км к югу от бывшего волостного центра, деревни Окни.

## Население
| 2001 | 2002 | 2010 |
| ---- | ---- | ---- |
| 83   | ↘63  | ↘44  |

Численность населения деревни по оценке на начало 2001 года составляла 83 человека.

## История
С января 1995 до апреля 2015 года деревня входила в состав ныне упразднённой Окнийской волости.